# Louis Évely
Louis Évely (5. listopadu 1910 – 30. srpna 1985) byl belgický křesťanský spisovatel a laicizovaný římskokatolický kněz. Jako spisovatel byl velmi úspěšný, jeho díla se prodávala ve velkých nákladech a byla přeložena do 25 světových jazyků. O některých otázkách duchovního života psal však ještě před Druhým vatikánských koncilem takovým způsobem, který byl jeho církevními nadřízenými kritizován. Kardinál Leo Joseph Suenens jej v roce 1957 požádal, aby již další knihy nepublikoval. Téhož roku byl donucen opustit funkci ředitele školy.
Évely později po vnitřních bojích požádal o laicizaci, k níž došlo v roce 1967. O tři roky později se oženil se svou dlouholetou přítelkyní Mary. V roce 1980 se pravděpodobně při přednáškách v Africe nakazil tropickou nemocí, která podlomila jeho zdraví. Zemřel v roce 1985 ve věku 75 let.

## Dílo
- That Man is You (1964)
- We Dare To Say Our Father (1966)
- The Word Of God: Homilies (1967)
- The Prayer of a Modern Man (1968)
- A Religion for Our Time (1969)
- The Gospels Without Myth: a Dramatic New Interpretation of the Gospels and Christian Dogma (1971)
- Suffering (1974)
- Teach Us How to Pray (1974)
- Lovers in Marriage (1975)
- In the Christian spirit (1975)